# مائورو روسالس
مائورو روسالس (اسپانیایی: Mauro Rosales‎؛ زادهٔ ۲۴ فوریهٔ ۱۹۸۱) بازیکن سابق فوتبال اهل آرژانتین است.

## باشگاهی
از باشگاه‌هایی که در آن بازی کرده‌است می‌توان به باشگاه فوتبال ریور پلاته، باشگاه فوتبال نیولز اولد بویز، باشگاه فوتبال آژاکس آمستردام، باشگاه فوتبال سیاتل ساندرز، باشگاه فوتبال چیواس یواس‌ای، باشگاه فوتبال ونکوور وایتکپس و اف‌سی دالاس اشاره کرد.